# Reportaje en el infierno
 Reportaje en el infierno  es una película en blanco y negro de Argentina dirigida por Román Viñoly Barreto sobre su propio guion escrito en colaboración con Abel Mateo y Raúl Valverde San Román, según la novela de Abel Mateo que se estrenó el 17 de diciembre de 1959 y que tuvo como protagonistas a Osvaldo Miranda, Nélida Bilbao, Nathán Pinzón y Argentinita Vélez. Fue la última película de Lumiton y el último filme interpretado por María Esther Buschiazzo.
El autor de la novela envió un telegrama de protesta a la productora Lumiton expresando su disgusto y estupor porque en la película se había suprimido un tercio de su versión original, transformándola en una desmesurada “cola” y malogrando el filme, que habiéndose rodado en 1951 fue estrenado con casi 9 años de demora.

## Sinopsis
Un periodista obsesivo es internado en una clínica psiquiátrica donde ocurrirán varios asesinatos.

## Reparto
Participaron en el filme los siguientes intérpretes:
- Osvaldo Miranda
- Nélida Bilbao
- Nathán Pinzón
- Argentinita Vélez
- José Cibrián
- Néstor Deval
- María Esther Buschiazzo
- Rafael Frontaura
- Alba Mujica
- Alejandro Maximino
- Carlos Rossi
- Lili Gacel
- Ariel Absalón

## Comentarios
Manrupe y Portela escriben sobre la película:

«Acerca de la simulación de insanía mental con fines delictivos. Un film extraño con los personajes típicos del director y muchos hilos inconexos, debido a una reducción evidente del metraje original.»